# Compromiso por Gran Canaria
Compromiso por Gran Canaria és un partit polític canari fundat el 2002 per Nardy Barrios, una de les dues úniques dones (juntament amb María Puig Barrios, IUC i Partit Comunista de Canàries) que presideix un partit polític a Canàries. En les eleccions municipals de 2007 es va presentar per segona vegada a l'Ajuntament de Las Palmas de Gran Canària obtenint dos regidors. A un mes per a aquests comicis Compromiso va trencar l'acord que havia subscrit amb Nueva Canarias per a presentar llistes conjuntes a l'ajuntament de Las Palmas de Gran Canària. En els municipis de Telde i Moya no van obtenir representació en cap dels dos. Va comptar en aquestes eleccions municipals amb el suport de partits polítics independents a Agüimes, Ingenio, Santa Lucía de Tirajana, Mogán, Santa Brígida, San Mateo i San Bartolomé de Tirajana, que li van donar a les eleccions al Parlament de Canàries de 2007 (llista encapçalada per Aday Ruíz) i al Cabildo de Gran Canària (llista encapçalada per Chiti Hernández). No obstant això, no van obtenir representació a cap d'aquestes dues institucions.